# Iraniobia salavatiani
Iraniobia salavatiani är en insektsart som beskrevs av Bei-bienko 1957. Iraniobia salavatiani ingår i släktet Iraniobia och familjen Dericorythidae. Inga underarter finns listade i Catalogue of Life.